# San Isidro (Málaga)
San Isidro es un barrio perteneciente al distrito Este de la ciudad andaluza de Málaga, España, que se extiende a ambos lados de la ronda Este de la A-7. Según la delimitación oficial del ayuntamiento, limita al norte con el barrio de Pinares de San Antón; al oeste, con el barrio de San Francisco; al sur, con el barrio de Villa Cristina; y al oeste, con el barrio de Miraflores del Palo.

## Transporte
En autobús está conectado con el resto de la ciudad mediante las siguientes líneas de la EMT: 
| Línea | Trayecto                                        | Recorrido | Frecuencia    |
| ----- | ----------------------------------------------- | --------- | ------------- |
| 29    | Jarazmín - El Palo                              | Recorrido | 60 minutos    |
| 34    | Alameda Principal - Pedregalejo (Bda. La Mosca) | Recorrido | 30-35 minutos |